# Васліс – Мілдьюра/Маррі-Брідж
Васліс – Мілдьюра/Маррі-Брідж – газопровід на південному сході Австралії.
Газопровід отримує живлення від потужної системи Мумба – Аделаїда (MAPS) та складається з кількох ділянок:
- належного до MAPS відгалуження Васліс – Ангастон довжиною 39 кілометрів та діаметром 219 мм;
- завершеної в 1994-му ділянки від Ангастону до Беррі довжиною 166 кілометрів з діаметром 114 мм;
- введеної в 1999-му ділянки від Беррі до Мілдьюри довжиною 148 км та діаметром 114 мм. Відомо, що цей відтинок має максимальний робочий тиск у 9,5 МПа.
Крім того, від Ангастон – Беррі існує відгалуження до Маррі-Брідж довжиною 65 кілометрів з діаметром 114 мм. Споруджені за єдиним проектом ділянки Ангастон – Беррі та Седан – Маррі-Брідж також відомі як газопровід Ріверленд (Riverland Pipeline).
Можливо також відзначити, що в першій половині 2000-х через Маррі-Брідж пройшов інший великий газопровід Айона – Аделаїда.